# Calefacción por agua caliente
Calefacción por agua caliente. Se llaman así los sistemas de calefacción que utilizan el agua como caloportador entre el sistema de generación, comúnmente una caldera, y los emisores o elementos terminales ubicados en los locales a calefactar. El agua caliente generada se transporta mediante una red de tuberías.
El sistema de calefacción por agua caliente, es sin duda, el más extendido en las instalaciones de calefacción .  El aumento en la aplicación de sistemas de climatización en todo tipo de edificios,  hace que sean cada vez más frecuentes los sistemas de calefacción por aire caliente.

## Evolución histórica

Calefacción por termosifón
1 Caldera
2 Radiadores
3 Vaso de expansión abierto

Hacia finales del siglo XVIII, James Watt conocido por su máquina de vapor, instalaba calefacción en su fábrica de Mánchester, con el vapor sobrante del proceso industrial. Otras muchas instalaciones similares, con mayor o menor éxito, se instalan por todo el mundo. Son las primeras instalaciones de calefacción con distribución a través de tuberías. En 1880, algunas Compañías distribuían vapor de calefacción en varias ciudades norteamericanas (calefacción de distrito). En Europa, la primera calefacción urbana se construyó en Dresde en 1900.
Pero el vapor resulta peligroso y supone demasiadas complicaciones para aplicarse a la calefacción doméstica, por lo que hacia 1895 aparece la primera caldera formada por elementos sueltos, construida por el ingeniero Strebel. Estas "estufas" de doble pared, pueden enviar el agua caliente, aprovechando el efecto termosifón  hasta radiadores distribuidos por la casa. Las instalaciones por termosifón exigen una cuidadosa ejecución. Con una tubería de salida gruesa y alta se obtiene una buena presión diferencial motriz, pero después hay que mantener escrupulosamente la pendiente de caída hacia los radiadores y evitar las bolsas de aire en el recorrido.  La introducción de la bomba de circulación, a principios del siglo XX, permitió disminuir considerablemente la sección de las tuberías, facilitó el trazado de la distribución y aumentó el rendimiento de las instalaciones.
A partir de ese momento, el desarrollo de la calefacción ha sido continuo. La aparición de elementos como: el vaso de expansión cerrado, los sistemas de regulación y control, la diversidad de materiales: acero, cobre, aluminio, plástico, etc…, añadido a la oferta de energías; combustibles líquidos y gaseosos, electricidad, energías alternativas (solar, geotérmica, biomasa) junto con la diversidad de máquinas y aparatos para transformar estas energías en calor y para transmitir este calor al ambiente, hacen imposible el empeño de recoger bajo un único epígrafe toda esta tecnología.
En el año 1981 se publica en España el primer Reglamento de Instalaciones de Calefacción, Climatización y ACS, cuyo fin primordial era el ahorro energético, dada la crisis de energía que se anunciaba en aquel momento en todo el mundo. Hasta esa reglamentación,  el diseño y ejecución de las instalaciones era totalmente libre, a criterio del ingeniero o instalador de turno.

## Sistemas de calefacción por agua
Una instalación de calefacción por agua está integrada por tres sistemas:
sistema de generación: que transforma una energía primaria (combustible, eléctrica, solar, etc…) en energía térmica.
sistema de distribución:a través de cuyos elementos se transporta la energía térmica desde el sistema de generación hasta el consumo.
Sistema de emisión: formado por elementos que reciben la energía térmica transportada y la emiten o la transmiten al aire ambiente.

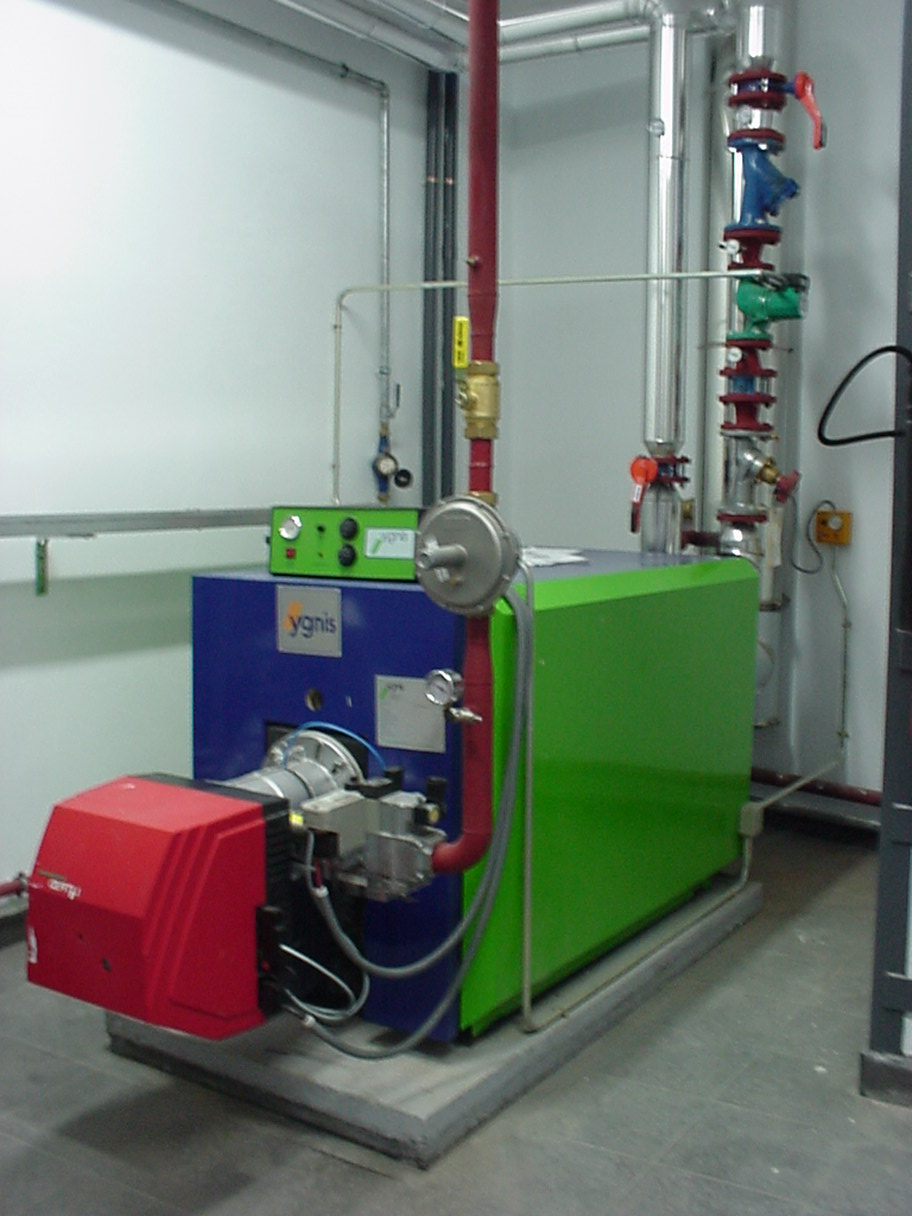
caldera con quemador de gas natural

Cada uno de ellos da lugar a su vez, a diferentes sistemas, que combinados conforman la gran variedad de tipos de instalación que existen en calefacción.

### Sistemas de generación
Los sistemas de generación se originan en función de la energía primaria que transforman en calor:
==== Energía química ====
Reacción de oxidación (combustión) que se desarrolla en el interior de una caldera, diferente según el tipo de combustible.
- Caldera de combustible sólido : leña o carbón
- Caldera de combustible líquido: Fuel-oil o gasóleo
- Caldera de gas: Propano, butano o gas natural ejemplos de calderas de gas natural

#### Energía Eléctrica
- caldera eléctrica: calentamiento del agua mediante resistencias eléctricas por efecto Joule
- Bomba de calor aire-agua o agua-agua: máquina de refrigeración que toma calor del medio exterior frío y lo traslada a un circuito interior de agua formado por el condensador de la máquina y elementos emisores.

#### Energía renovable
- Energía solar
  - paneles planos
  - De tubos de vacío
- Geotérmica (bomba de calor tierra-agua):Aprovechamiento de la temperatura constante del subsuelo poco profundo, del que se absorbe energía térmica que se transfiere a un flujo de agua mediante una bomba de calor.
- Biomasa(calderas de biomasa): Instalación de calefacción con caldera de combustible sólido adaptada y mecanizada para el consumo de biomasa residual, de forma directa (cáscaras, titos, etc…) o transformada (pellets).

### Sistemas de distribución
El fluido calentado transporta la energía térmica desde el generador hasta los emisores a través de tuberías. El conjunto de las tuberías con los accesorios necesarios para hacer efectivo el transporte, forman el sistema de distribución, que puede ser:
- Monotubulares: Radiadores o elementos terminales conectados en serie
- Bitubulares: Radiadores o elementos terminales conectados en paralelo
- Retorno invertido (En bucle Tichelmann): Los elementos terminales retornan en el mismo orden en que recibieron la tubería de ida. Se pretende de esta forma que todos los elementos tengan la misma longitud de recorrido entre ida y retorno y por tanto la misma pérdida de carga. El sistema es muy ingenioso y efectivo cuando todos los terminales son iguales y de la misma potencia.[7]

En España, hasta hace unas décadas, todas las instalaciones eran bitubulares, pero había varios tipos en función de la fisonomía de la red de distribución, muchos de los cuales aún persisten.
- Distribución inferior o en candelabro: consiste en una distribución horizontal de ida y retorno por el techo de la planta más baja, generalmente el sótano,  y desde la que arrancan montantes verticales para enganchar los elementos homólogos en cada planta
- Distribución superior o en paraguas: distribución horizontal de ida y retorno por el suelo del bajo cubierta y desde la que arrancan descendentes verticales para enganchar los elementos homólogos en cada planta
- Distribución mixta superior/inferior: Distribución horizontal por el bajo cubierta con descendentes verticales que cogen la entrada de los elementos en cada planta y descendentes verticales que cogen las salidas de los radiadores y se recogen en el techo de la planta más baja
- Distribución por columnas: En general, distribución que se hace a base de tuberías verticales.
- Distribución por anillos: Distribución horizontal que recoge los elementos terminales de una planta,  por grupos unidos en anillos monotubulares.

La distribución por columnas está despareciendo en edificios de vivienda, ya que la prohíbe la reglamentación actual porque imposibilitan la distribución de los gastos energéticos entre los usuarios por el medio más económico y fiable, un contador de calor.
De cualquier forma, los tipos de instalación actuales según la distribución, también se multiplican teniendo en cuenta la diversidad de materiales y sistemas de montaje para tuberías ;tuberías de acero, de cobre, tubería multicapa, de polietileno, polietileno reticulado (PEX), polipropileno,  con unión mecánica, soldada por polifusión, etc…, cada uno de ellos con multitud de variantes y todas de gran simplicidad de montaje, lo que hace que en el momento actual, sea más complicado elegir el sistema apropiado que montarlo.

### Sistemas de emisión
El sistema emisor lo forman los elementos terminales que reciben el calor transportado y lo transmiten o lo intercambian con el aire ambiente.
- El 'radiador' es el emisor más común. Puede ser de diferentes materiales y formatos.
- Suelo radiante.-Este sistema, usa como emisor los paramentos de un local, especialmente el suelo, cuya superficie se calienta por la transmisión de calor desde tubos de plástico embutidos en el mismo y por los que circula el agua caliente procedente de la generación del sistema.

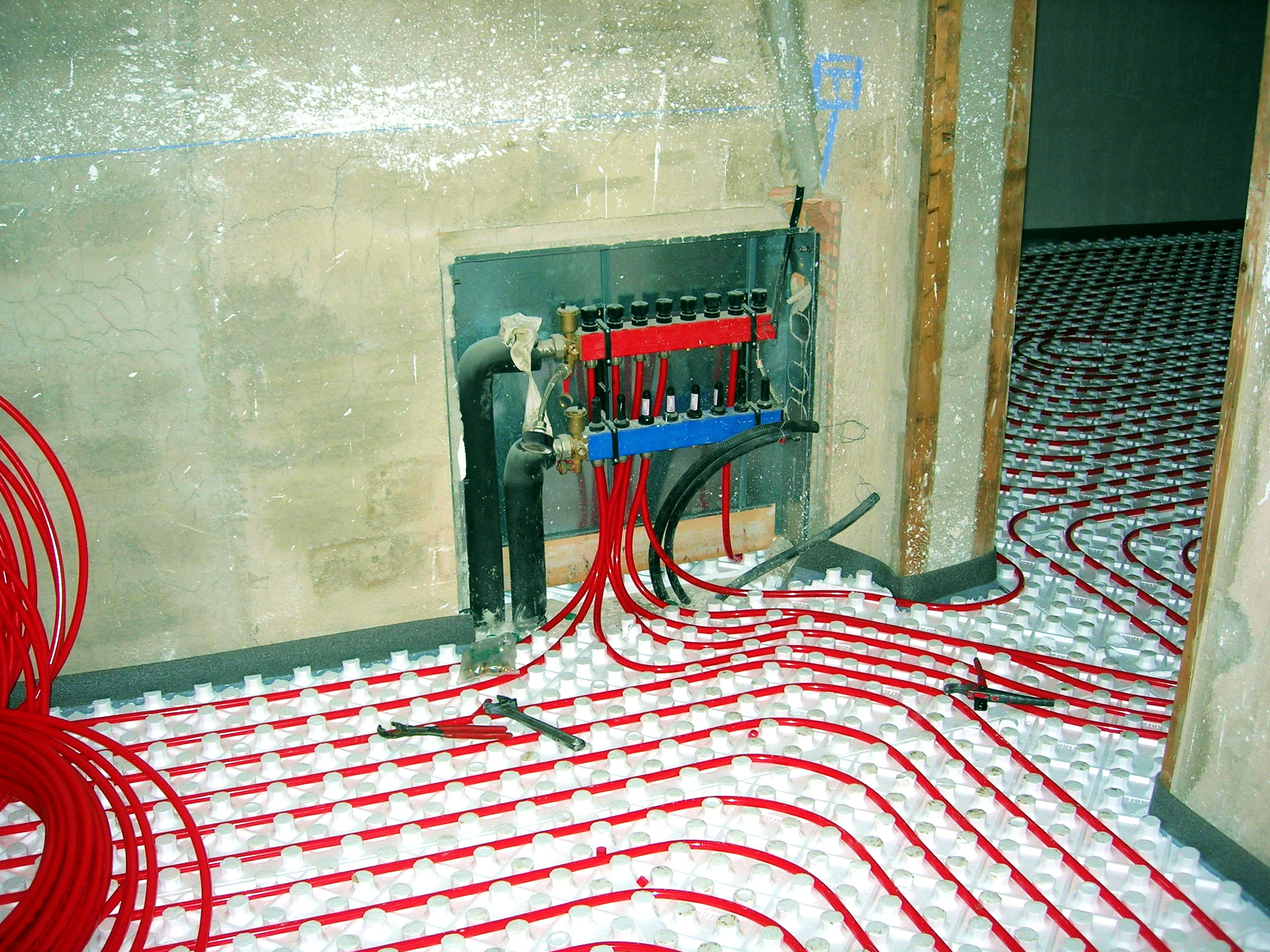
Distribución de tuberías de un suelo radiante, mostrando la taca de alojamiento de colectores.

- ventiloconvector o Fan-coil.-  Constan de una o dos baterías de agua y un ventilador de baja presión. Se usan más como emisores en climatización para cubrir las dos  cargas; de calefacción y refrigeración, pero en algún momento pueden usarse para solo calefacción con una única batería de agua caliente.
- 'Aerotermos'.- son esencialmente iguales a los fan-coils , pero con un ventilador de media presión y una única batería de agua caliente. Debido a su alto nivel de ruido y gran alcance, se usan principalmente para calefacción de naves industriales.

Se puede considerar otra clasificación de los sistemas de calefacción por agua, no, como la anterior, en cuanto a los elementos o métodos empleados en su funcionamiento, sino al servicio que dan:
- Instalaciones individuales: Son las que dan servicio a un único usuario o unidad de consumo
- Instalaciones centralizadas: son aquellas que a partir de un único sistema de generación,  distribuyen la calefacción a múltiples usuarios, como pueden ser los inquilinos de un edificio de viviendas, los diferentes departamentos de un edificio institucional o los diferentes usos en otro tipo de edificios.
- Instalaciones urbanas o instalaciones de distrito: Se trata del mismo concepto que las centralizadas pero atendiendo a varios edificios.  En este tipo de instalaciones, una parte de la distribución discurre por el exterior en canales enterrados o atarjeas.  Aunque siempre el sistema de generación es único y centralizado, sin embargo pueden existir locales técnicos en cada edificio suministrado, en los que se reacondiciona el nivel térmico de la distribución. Es muy normal que la central produzca agua sobrecalentada (120 - 140 °C) o vapor de agua a alta presión (hasta 180/200 °C), lo cual llega hasta los locales técnicos, donde intercambiadores de calor, transmiten la energía térmica a un flujo de agua con 80 °C de temperatura de salida.

En el momento actual, es preceptivo que cada usuario disponga de un sistema de contaje que permita el prorrateo de gastos entre todos los usuarios de una misma central.

## Sistemas auxiliares
Cada uno de los tres sistemas que conforman toda instalación de calefacción, precisa de aparatos y sistemas auxiliares para garantizar la seguridad, el rendimiento y la consecución del fin principal para el que se realizó la instalación; el confort de los usuarios.

### De la generación
- Las calderas en los sistemas por agua, son los generadores más comunes. Las calderas son elementos estáticos en cuyo interior se realiza la combustión. En las calderas de combustible sólido, el inicio o encendido es manual y a partir de él, la reacción es continua y no termina hasta que falte combustible o  comburente. Con combustible líquido o gaseoso, este proceso puede automatizarse mediante un aparato que se llama quemador.
- El quemador es pues, un elemento esencial de toda caldera automática, que puede estar integrado o ser un elemento independiente que se acopla a ella y cuyo fin es automatizar, regular y controlar la reacción de combustión de forma que esta sea completa. El quemador, a su vez, necesita de elementos auxiliares como la Instalación de almacenamiento, trasiego y alimentación de combustible[10] para combustibles líquidos y para gaseosos[11] así como la chimenea.[12]

#### Sistema de alimentación, expansión y seguridad

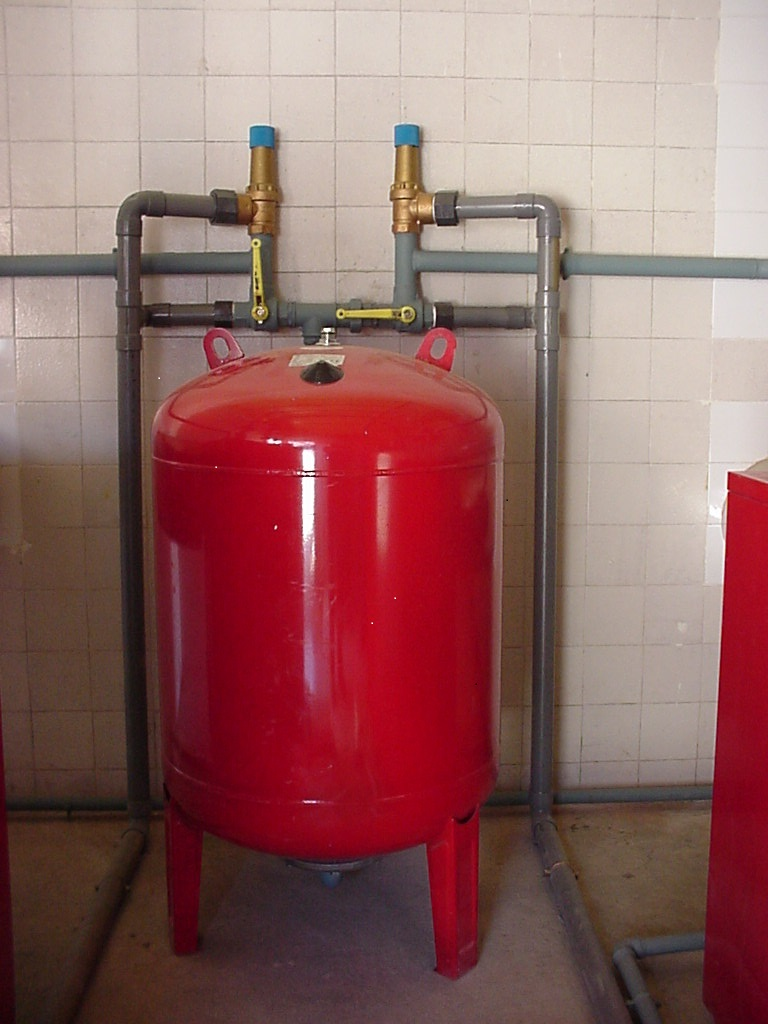
Vaso de expansión para dos calderas, con sus correspondientes válvulas de seguridad y válvulas de tres vías para independización

Los sistemas de generación de agua, preceptivamente deben incluir un grupo de elementos cuyo fin primordial es la seguridad del conjunto:
- Vaso de expansión.- El calentamiento del agua, supone, además de un aumento de temperatura, un aumento de volumen. Teniendo en cuenta que la instalación de calefacción es un sistema cerrado, es necesario proveer a la misma de un sistema que acoja el aumento de volumen en la fase de calentamiento, manteniendo la presión por debajo de la máxima de seguridad e impidiendo la entrada de aire en la de enfriamiento.  Está, por tanto, prohibido el vaso de expansión abierto,salvo casos muy especiales,[13] incluso para las calderas de combustible sólido.
- Válvula de seguridad.-Si por las circunstancias que fueren y a pesar del vaso de expansión, la temperatura, y por tanto la presión, superaran un valor límite establecido, la válvula de seguridad abre reiterativamente y escupe una cantidad de agua hasta que la presión se mantenga por debajo del límite. En las calderas de biomasa se aconseja la utilización de dos válvulas en serie taradas con una diferencia de presión entre ambas de 0,2 a 0,3 bar.[14]
- Desconector.[15]- Una caldera debe de estar provista de un sistema que permita el llenado automático y evite el retroceso de agua del circuito de calefacción hacia la red general, cuando falte presión en esta.[16]
- Válvula reductora de presión.- Válvula que permite reducir la presión de la red general para ajustarla a la del circuito de calefacción.[17]
- Filtro.- Que suele ser de cesta en las instalaciones grandes. Retiene las partículas gruesas que puedan venir en suspensión en el agua, protegiendo así la integridad de los cierres y de los equipos situados aguas abajo.
- Contador de agua.- Permite controlar si hay reposición de agua y por tanto fugas en el circuito.

Además de todos estos elementos, se instalan las válvulas de corte necesarias y los aparatos de medida precisos, para garantizar el control y el mantenimiento de la instalación con los mínimos cortes de servicio posibles.

### De la distribución
- Circulador.- El elemento fundamental de la distribución es el circulador o bomba de circulación. Se llama así porque su función es hacer circular el caudal de agua requerido en el circuito, para lo cual han de proporcionar la presión necesaria para vencer el rozamiento (pérdida de carga) del fluido con la tubería.  Son bombas centrífugas , generalmente en línea, es decir montadas en la misma tubería y las hay de rotor seco y de rotor húmedo.

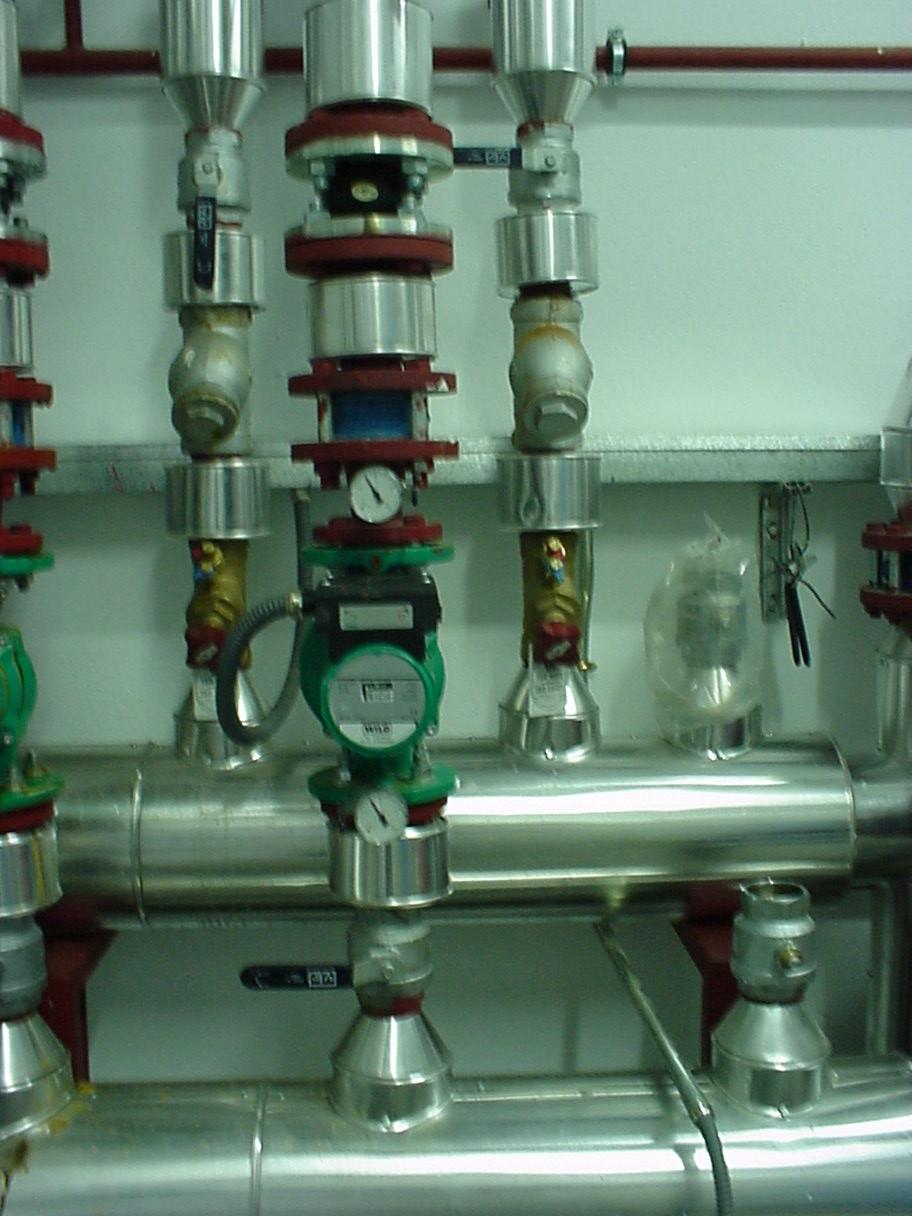
Bomba de circulación instalada con sus elementos auxiliares.

Con miras al ahorro energético, se pueden instalar bombas de caudal variable en función de la presión o la temperatura, lo que permite disminuir considerablemente el consumo eléctrico de bombeo.
- Válvula de retención.- o válvula antirretorno es aquella que solo permite el paso del agua en un sentido.  Se coloca normalmente aguas-abajo de las bombas de circulación, es decir, delante en el sentido del flujo. Las hay de varios tipos:  de clapeta, de disco y de bola.
- Dilatadores.- Son elementos que se instalan en la tubería para compensar los movimientos que se producen en la misma debido a su dilatación o contracción por efecto de las variaciones de temperatura.  Si se puede, estos movimientos deben absorberse con los cambios de dirección de la instalación. En tramos rectos largos, se pueden fabricar dilatadores con la propia tubería, o montar compensadores axiales prefabricados, con el recorrido preciso. El montaje de un dilatador debe incluir un punto de apoyo y unas guías que impidan el desplazamiento transversal de la tubería.
- Purgadores.- Son válvulas que permiten la evacuación del aire o gases contenidos en el agua. Pueden ser manuales y automáticos. Se montan distribuidos por la red e insertados en la tubería en los puntos más altos o más propensos a retener bolsas de aire.

### De la emisión

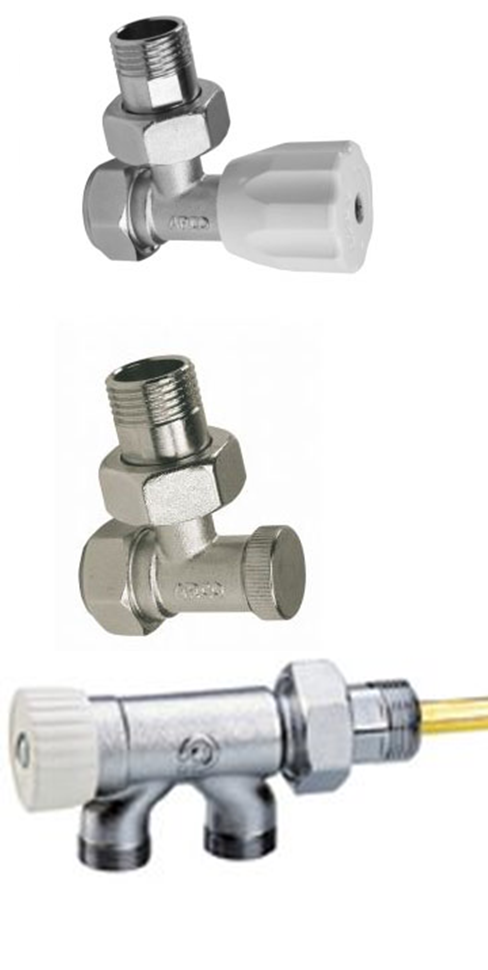
válvula de reglaje, detentor y válvula de 4 vías para instalación monotubular

Los elementos terminales suelen estar provistos de todos los accesorios necesarios para su funcionamiento excepto en lo que se refiere a su interconexión con el circuito de calefacción, es decir, las válvulas de entrada y salida. Las más usuales son:
Válvula de reglaje.- son válvulas concebidas para que el usuario pueda regular el caudal de agua que entra en el radiador o elemento terminal, es decir, su potencia.  Disponen de un pomo que facilita su manejo.
En cuanto a su conexión las hay de dos tipos: rectas y acodadas. En las rectas, las roscas o conexiones de enganche con la tubería están alineadas longitudinalmente, en las acodadas forman un ángulo de noventa grados.
Detentor.- Están concebidos para regular el caudal por parte del instalador, es decir, para hacer un ajuste previo al funcionamiento definitivo de la instalación. Por esa circunstancia, disponen de un tornillo de regulación oculto, o no accesible de forma natural al usuario. Por lo demás, son exactamente iguales a las válvulas de reglaje y se conectan a la salida del aparato.
Válvulas monotubo o válvulas de 4 vías, son válvulas para radiadores montados en sistema monotubular, es decir, en serie. Debido a esto,  su característica principal es que cuando se cierra la entrada al terminal, se bipasa la ida con el retorno y queda abierto el paso hacia el circuito. Se instalan en una de las entradas inferiores del radiador. Cuando la regulación se hace exclusivamente girando el pomo, se llaman de simple reglaje. Hay válvulas que además disponen de un tornillo de regulación oculto, para ajuste por el instalador,  y entonces se llaman de doble reglaje.
Todas estas válvulas existen en versión termostática, con regulación automática del caudal. El pomo constituye lo que se conoce como cabeza termostática y aloja un sensor de temperatura que por dilatación empuja un vástago que abre más o menos la entrada de la válvula.
Válvula de presión diferencial.- Cuando en un anillo monotubular se acciona la válvula de un radiador para variar su caudal, el caudal bipasado hace variar el del resto de los radiadores. Para que esto no ocurra, se instalan válvulas de presión diferencial, que al aumentar la presión del circuito por el cierre de un radiador, abren proporcionalmente y derivan al retorno general el caudal que antes pasaba por el radiador.
Actualmente el desarrollo de la tecnología de la regulación y control de las instalaciones ha provocado la aparición de multitud de sistemas auxiliares, tantos que requieren un epígrafe aparte.